# محمدعلی مجتهدی گیلانی
محمّدعلی مجتهدی گیلانی (۱ مهر ۱۲۸۷ – ۱۰ تیر ۱۳۷۶) استاد دانشکدهٔ فنی دانشگاه تهران و رئیس دبیرستان البرز بود. او دانشگاه صنعتی آریامهر (شریف) را بنیان‌گذاشت و اولین نائب‌التولیه آن بود. او همچنین در دوره‌هایی رئیس دانشگاه‌های ملی ایران، پهلوی و پلی‌تکنیک تهران بوده است.

## اوایل زندگی
محمّدعلی مجتهدی در اول مهر سال ۱۲۸۷ (۲۳ سپتامبر ۱۹۰۸) در لاهیجان به دنیا آمد. پدر و مادر او از خانواده‌های با اصل و نسب زمین‌دار کوچک شهر بودند. پدر او در تجارت ابریشم، یکی دیگر از محصولات اصلی منطقه هم بود.
محمدعلی دو ساله بود که مادرش را از دست داد. پدرش یک منضبط سخت‌گیر، و باورمند به تشریفات و آداب و رسوم زندگی در شهر کوچک بود. او به فریبندگی مسموم شهرهای بزرگ بی‌اعتنا بود و علاقه نداشت پسرش را به چنین جاهایی بفرستد. حتی در لاهیجان، او به پسرش تنها اجازه داد در مدرسه‌ای اسم بنویسد که توسط اعیان شهر تأمین مالی می‌شد. او تحصیل را در هفت سالگی در مدرسه ابتدایی حقیقت شروع کرد. عامل دیگری در تحصیل مجتهدی جوان تأخیر ایجاد کرد: قیام در منطقه گیلان به خاطر اشغال ایران در جنگ جهانی اول، به رهبری میرزا کوچک خان جنگلی بود. پدربزرگ پدری مجتهدی در حوزه علمیه نجف تحصیل کرده و به درجهٔ اجتهاد رسیده بود و به عنوان حاج مجتهد شناخته می‌شد که ریشهٔ نام خانوادگی او نیز همین است. او در ریاضی و نجوم آن چنان‌که در حوزهٔ نجف تدریس می‌شد، خوب بود. او در نجف ازدواج کرد و به این دلیل بچه‌هایش به همسر او خانم نجفی می‌گفتند.
وی در سال ۱۳۰۴ خورشیدی با استفاده از عایدی که از مایملک مادرش می‌گرفت، به تهران آمد. در این شهر او با دایی‌اش می‌زیست و با پسردایی‌اش رضا رادمنش، که یکی از مهم‌ترین اعضای جنبش کمونیستی ایران شد، در یک اتاق شریک بود؛ ولی مجتهدی، در همه عمرش، با سیاست سر سازگاری نداشت. نه تنها بیرون از غوغای سیاست ایستاد، بلکه تلاش کرد، مؤسسات آموزشی مهمی را که مدیریت می‌کرد از هر فعالیت سیاسی دور نگه دارد.

مجتهدی به تحصیلات خود را در دارالمعلمین مرکزی ادامه داد. سپس در مدرسه متوسطه شرف تهران سال پنجم و ششم متوسطه را به پایان رساند. در سال ۱۳۱۰ مدرک دیپلم کامل متوسطه (شعبهٔ علمی) را گرفت و در همان سال پس از قبولی در چهارمین دوره امتحانات اعزام محصل به اروپا، جزو صد تن برگزیده محصلان اعزامی شد که به فرانسه رفتند، تا هر یک به نحوی نقشی مؤثری در آینده علمی و فرهنگی ایران ایفا کنند. او در سال ۱۹۳۱ وارد لیسه بلز پاسکال در شهر کلرمون فران شد و در آنجا برای آماده‌سازی برای آموزش دانشگاهی، زبان فرانسوی و ریاضی خود را تقویت کرد. زندگی و آموزش در این لیسه که بسیار سخت و منضبط بود برای دانش‌آموزان ایرانی که غالباً به شیوه‌ای آزاد و غیرمنضبط پرورش یافته بودند نامطلوب بود. بودجهٔ دولتی و توجه صرف شده برای دانش آموزان فرانسوی مجتهدی را خوش آمد. در هر بخش دو تا سه مدرسه وجود داشت و مجتهدی ذکر کرده که دولت فرانسه در هر یک زندگی و آموزش صد دانش آموز غالباً روستایی را تأمین بودجه می‌کرد که تنها شمار اندکی از آنان می‌توانستند از پس آزمون‌های سخت علوم و مهندسی برآمده و دانشمندان و مهندسین موفقی بشوند. در سپتامبر ۱۹۳۲ او وارد دانشکده علوم دانشگاه لیل شد و در سال ۱۹۳۴ با اخذ سه مدرک مورد نیاز فارغ‌التحصیل شد. مجتهدی در امتحان سال آخر نفر اول شد و با کسب ۵۰۰ فرانک جایزه برای تحصیلات تکمیلی به پاریس رفت. او در سپتامبر ۱۹۳۵ وارد سوربن شد و در ۳۰ ژوئن ۱۹۳۸ با مدرک دکترای دولتی فارغ‌التحصیل شد. او در پاریس با همسرش، سوزان ژان ماری وندنوستن که پیانیست بود و در زمانی که مجتهدی وارد سوربن شد به کنسرواتوار پاریس پیوست، آشنا شد. آن دو در ۲ اوت ۱۹۳۸ ازدواج کردند و عازم ایران شدند.

## ادامهٔ تحصیلات در فرانسه
- ۱۹۳۱–۱۹۳۲ تکمیل زبان و آمادگی ریاضیات در مدرسهٔ بلز پاسکال[ب] در شهر کلرمون
- ۱۹۳۲–۱۹۳۵ گذراندن دورهٔ لیسانس علوم و کسب مقام اول در «شهادت‌نامه مکانیک استدلالی» در بین دانشجویان ایرانی و فرانسوی در دانشکدهٔ علوم دانشگاه لیل
- ۱۹۳۵ انتقال به پاریس برای گذراندن دورهٔ دکترا در دانشگاه سوربون
- ۱۹۳۵–۱۹۳۸ اخذ سه دیپلم عالی فوق لیسانس در آنالیز عالی، مکانیک مایعات، آیرودینامیک و هیدرودینامیک عالی (قسمت ریاضی)
- ۱۹۳۸ گرفتن دکترا با رساله‌ای با عنوان «حل برخی مسائل مکانیک مایعات» با امتیاز «شایان افتخار» بالاترین درجات تصویب دکترا

## بازگشت به ایران
او پس از ۷ سال با همسر فرانسوی‌اش به ایران آمد و دانشیار ریاضی دانشکده علوم و دانشسرای عالی شد.

## ریاست بر دبیرستان البرز
گرچه ساموئل جردن آمریکایی و همسرش دبیرستان البرز را پایه‌گذاری کردند، اما نام محمدعلی مجتهدی برای نسل‌هایی از ایرانیان، به‌طور جدایی‌ناپذیری با دبیرستان البرز پیوند خورده است.
در سال ۱۳۲۰ مسؤولیت شبانه‌روزی دبیرستان البرز را و ۳ سال بعد، مدیریت کل دبیرستان را به او واگذار کردند. او ۳۴ سال مدیر دبیرستان البرز باقی ماند و با نحوه خاص مدیریتش، دانش‌آموزان برجسته‌ای را پرورش داد، تا آنها نیز هر یک به سهم خود، نقش مؤثری در ساخت فضای علمی و فرهنگی ایران ایفا کنند.
او در سال ۱۳۲۵، مدیر کل اداری و آموزشی وزارت فرهنگ شد. در سال ۱۳۴۱، رئیس دانشگاه پلی‌تکنیک تهران و در ۱۱ آبان ۱۳۴۴ مسئول تشکیل و تأسیس دانشگاه صنعتی شریف شد و ۱۱ ماه بعد، در اول مهر ۱۳۴۵ دانشگاه را به صورت کامل، تأسیس کرد و تحویل داد.

## مشاغل و مناصب
- عضو هیئت علمی دانشکده فنی دانشگاه تهران
- ریاست دانشگاه شیراز
- ریاست دانشگاه پلی‌تکنیک (امیرکبیر)
- ریاست دانشگاه ملی ایران (شهید بهشتی)
- پایه‌گذار دانشگاه صنعتی آریامهر (شریف) و نخستین نائب‌التولیهٔ آن
- ریاست دبیرستان البرز

## درگذشت
مجتهدی در سال ۱۳۷۶ در شهر نیس در جنوب فرانسه درگذشت و همانجا به خاک سپرده شد. از آن زمان تلاش‌های دوستداران وی برای انتقال پیکر او به ایران و دفن در لاهیجان به علت مخالفت همسر فرانسوی‌اش، ناکام مانده است.
به پاس خدمات ارزشمند ایشان، مراسم نکوداشتی به همت بنیاد نخبگان استان تهران و دانشگاه صنعتی شریف در سال ۱۳۹۷ با حضور جمعی از اساتید دانشگاه، دانشجویان و مستعدین برتر برای او برگزار شد.

## یادداشت
1. ↑  Suzanne Jean Marie Vendenostane
2. ↑  Lycée Blaise-Pascal